# Bruce Davis
Bruce McGregor Davis (* 5. Oktober 1942 in Monroe, Louisiana) ist ein ehemaliges Mitglied der Manson Family und war an zwei Morden der Gruppe beteiligt.

## Frühes Leben
Bruce Davis wurde 1942 als jüngeres von zwei Kindern geboren. Er wuchs zusammen mit seiner Schwester in Mobile, Alabama auf. Das Verhältnis zu seinem Vater, einem Alkoholiker, war von verbalen Angriffen und gewaltsamen Übergriffen geprägt. Nach der Schule nahm er ein Studium der Politikwissenschaft in Tennessee auf, das er jedoch abbrach. Daraufhin zog er nach Kalifornien und kam mit der Hippiebewegung in Kontakt. 1967 lernte er Charles Manson und andere Mitglieder der Family kennen. Da Davis ein überzeugter Anhänger der Scientology-Sekte war, ging er im November 1968 nach London, um in der dortigen Zentrale zu arbeiten. Wegen seines Drogenkonsums wurde er bereits im April 1969 wieder entlassen. Er kehrte in die USA zurück und schloss sich der Manson Family auf der Spahn Ranch an.

## Manson Family und Tatbeteiligungen
Bruce Davis’ Rolle in der Family und seine Beteiligungen an ihren Taten sind nicht unumstritten. Er hat sie oft relativiert, obwohl ihm nachgesagt wurde, dass er ein enger Vertrauter Mansons gewesen sei und sich unter anderem um organisatorische und finanzielle Belange gekümmert haben soll. Als gesichert gilt, dass er am 25. Juli 1969 Bobby Beausoleil, Susan Atkins und Mary Brunner zum Haus von Gary Hinman fuhr, damit sie von diesem Geld eintreiben. Als Hinman nicht zahlen konnte oder wollte, wurde er gefesselt und über drei Tage hinweg gefoltert. Zwischenzeitlich erschien auch Manson in Begleitung von Davis, um sich daran zu beteiligen und Hinman unter anderem ein Stück des Ohrs mit einem Schwert abzutrennen. Davis soll Hinman dabei mit einer Pistole bedroht haben, was er selbst lange Zeit bestritt und erst sehr viel später einräumte. Manson und Davis verließen den Tatort daraufhin wieder, waren also nicht anwesend, als Hinman schließlich am 27. Juli auf Mansons Anweisung von Beausoleil erstochen wurde.
An der Ermordung von Sharon Tate und vier weiteren Personen in der Nacht vom 8. auf den 9. August 1969 sowie der Tötung des Ehepaars Leno und Rosemary LaBianca in der darauffolgenden Nacht war Davis nicht aktiv beteiligt. Ende August 1969 gehörte er neben Manson, Charles Watson und Steve Dennis Grogan allerdings der Gruppe an, die den Stuntman und Spahn Ranch-Mitarbeiter Donald Shea umbrachte. Obwohl Manson ihn dazu angehalten haben soll, will Davis nach eigener Aussage bei dieser Tat keine Tötungshandlung ausgeführt und sich zudem nicht an der Beseitigung des Leichnams beteiligt haben. Grogan führte die Ermittler 1977 zu Sheas Überresten.

## Verhaftung und Verurteilung
Bruce Davis wurde zunächst am 12. Oktober 1969 zusammen mit Manson und anderen Family-Mitgliedern auf der Barker Ranch verhaftet, mangels Beweisen allerdings bald darauf wieder freigelassen. Erst im April 1970 deutete Mary Brunner bei ihren Vernehmungen seine Beteiligung am Hinman-Mord an. Davis flüchtete daraufhin und tauchte unter. Am 2. Dezember 1970 stellte er sich schließlich auf Befehl von Manson.
Davis wurde angeklagt und als einer der letzten Beteiligten am 17. April 1972 wegen der Morde an Hinman und Shea sowie wegen Verabredung zum Mord zu einer lebenslangen Freiheitsstrafe verurteilt. Im selben Zeitraum hatte der Oberste Gerichtshof von Kalifornien die Todesstrafe für verfassungswidrig erklärt, weshalb auch alle bereits gesprochenen Todesurteile gegen die Manson Family in lebenslange Haftstrafen umgewandelt wurden. Davis verbüßte seine Strafe lange Zeit im Gefängnis von San Luis Obispo, im Jahr 2019 wurde er in das San Quentin State Prison überstellt.

## Haftstrafe und Bewährungsanhörungen
Einige Zeit nach Antritt seiner Haftstrafe sagte sich Bruce Davis von der Manson Family los und schloss sich der christlichen Erweckungsbewegung an. 1984 lernte er seine spätere Frau im Gefängnis kennen, die er im darauffolgenden Jahr heiratete und mit der er seit 1994 eine Tochter hat. Im Laufe der kommenden Jahre hatte Davis 26 Anhörungen hinsichtlich einer vorzeitigen Haftentlassung auf Bewährung. Obwohl er seit Anfang der 1980er Jahre als Musterhäftling gilt, wurden alle derartigen Anträge zurückgewiesen. Ausschlaggebend dafür waren auch seine unklaren und zum Teil widersprüchlichen Aussagen zu den Tatabläufen.
Nachdem er seine Mitverantwortung an den Morden erstmals deutlich eingeräumt hatte, erhielt Davis 2010 im Alter von 67 Jahren eine Entlassungsempfehlung von der Bewährungskommission. Diese lehnte Arnold Schwarzenegger, der damalige Gouverneur von Kalifornien, jedoch ab. Vier weitere Entlassungsempfehlungen wies der nachfolgende Gouverneur Jerry Brown zurück. Auch der amtierende Gouverneur Gavin Newsom legte anschließend zweimal sein Veto ein.
Im Juli 2022 befand eine Anhörungskommission den inzwischen 79 Jahre alten Davis nun wieder für ungeeignet, um auf Bewährung entlassen zu werden. Sie stellte einen Mangel an Empathie fest. Während ein Angehöriger von Jay Sebring als Vertreter der Opfer die Entscheidung begrüßte, übte Davis’ Verteidiger scharfe Kritik. Über zwölf Jahre hinweg hätten vierzehn Kommissionsmitglieder und neun weitere Experten seinen Mandanten als geeignet für eine Haftentlassung beurteilt. Dass eine Kommission jetzt zu einem anderen Ergebnis komme, sei „fürchterlich“.
Am 8. August 2024 sprach sich die Bewährungskommission erneut gegen eine Empfehlung zur Haftentlassung aus. Die nächste Anhörung ist erst wieder im August 2027 vorgesehen.

## Verdächtiger im Zodiac-Fall
Bruce Davis galt nach seiner Verhaftung kurzzeitig als möglicher Zodiac-Killer. Der Verdacht erwies sich jedoch als haltlos, auch weil seine Schriftproben nicht mit der Handschrift des Serienmörders in dessen Briefen übereinstimmten.